# Дьяченко, Сергей Александрович
Сергей Александрович Дьяченко (18 сентября 1952, пос. Шортанды, Акмолинская область, Казахская ССР — 26 октября 2016, Астана, Казахстан) — советский и казахстанский государственный политический деятель, аким Акмолинской области (2010—2012).

## Биография
В 1973 году окончил промышленно-экономический факультет Куйбышевского планового института, получив специальность экономиста. Впоследствии окончил Алма-Атинскую Высшую партийную школу. Доктор политических наук. Тема докторской диссертации — «Проблемы демократической модернизации в Казахстане (политологический анализ)». Член-корреспондент Академии политической науки Республики Казахстан. Автор более 100 научных работ, книг, учебных пособий и справочников.
Трудовую деятельность начал в 1973 году инженером-экономистом на заводе приборов и конденсаторов в городе Кузнецке Пензенской области.
В 1973 году был призван в ряды Вооружённых Сил СССР. Службу проходил в Краснознамённом Дальневосточном военном округе в Приморском крае.
После армии вернулся на родину, в Казахстан. За десять лет прошёл трудовой путь от инструктора Шортандинского райкома до второго секретаря ЦК комсомола Казахстана.
С 1985 по 1991 годы был первым секретарем Кокчетавского городского комитета Компартии Казахстана и одновременно (с 1990 года) — председателем Кокчетавского городского совета народных депутатов.
В 1991—1993 годы работал заместителем председателя Государственного комитета Казахской ССР по делам молодежи, физкультуре и спорту, заместителем министра туризма, физической культуры и спорта Республики Казахстан.
С 1993 по 1999 годы работал в общественных организациях.
Являлся доверенным лицом Н. А. Назарбаева по Алма-Ате в период выборов Главы государства в 1999 и 2005 годах.
С 1999 по 2004 годы — депутат Мажилиса Парламента Республики Казахстан второго созыва.
В 2004 году вновь избран депутатом Мажилиса Парламента Республики Казахстан. С ноября 2004 года — заместитель председателя Мажилиса Парламента Республики Казахстан.
В 2006 году избирался заместителем председателя Ассамблеи народов Казахстана.
Член Политсовета Народной демократической партии «Нур Отан».
В марте 2010 года был назначен акимом Акмолинской области.
В 2012—2016 годах — заместитель председателя Мажилиса Парламента Республики Казахстан.
Был женат. Воспитал троих детей, имел четырёх внуков.

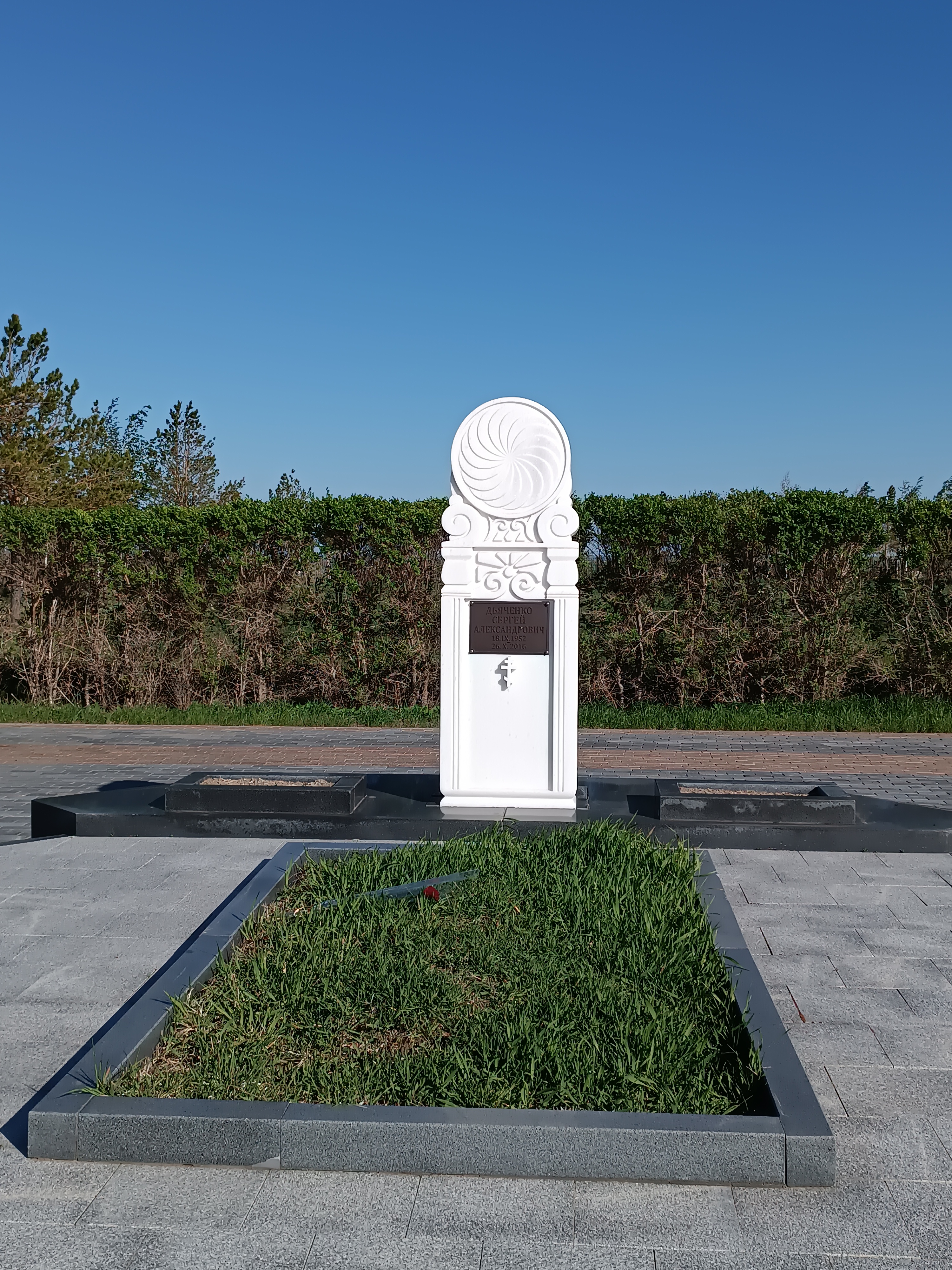

Скончался 26 октября 2016 года, похоронен в Национальном пантеоне Казахстана.

## Награды и звания
СССР:
- Орден «Знак Почёта»
- Медаль «За освоение целинных земель»
- Медаль «За трудовое отличие»
- Почётная грамота Верховного Совета Казахской ССР

Казахстан:
- 2009 — Орден Достык 1 степени (2009)[2]
- 2004 — Орден Парасат
- 2005 — Орден «Содружество» (МПА СНГ)
- 1998 — Медаль «Астана»

Медали:
- 2001 — Медаль «10 лет независимости Республики Казахстан»
- 2004 — Медаль «50 лет Целине»
- 2005 — Медаль «10 лет Конституции Республики Казахстан»
- 2006 — Медаль «10 лет Парламенту Республики Казахстан»
- 2008 — Медаль «10 лет Астане»
- 2011 — Медаль «20 лет независимости Республики Казахстан»[3]
- 2016 — Медаль «25 лет независимости Республики Казахстан» и др.

Награды международных организаций
- 17 ноября 2005 — Орден «Содружество» (Межпарламентская ассамблея СНГ) — за активное участие в деятельности Межпарламентской Ассамблеи и её органов, вклад в укрепление дружбы между народами государств — участников Содружества[4];
- 19 мая 2016 — Медаль «За укрепление парламентского сотрудничества» (Межпарламентская ассамблея СНГ) — за особый вклад в развитие парламентаризма, укрепление демократии, обеспечение прав и свобод граждан в государствах — участниках Содружества Независимых Государств[5]